# Parasuta nigriceps
Parasuta nigriceps eller Suta nigriceps är en ormart som beskrevs av Günther 1863. Parasuta nigriceps ingår i släktet Parasuta och familjen giftsnokar. Inga underarter finns listade i Catalogue of Life.
Denna orm förekommer med två från varandra skilda populationer i södra Australien. Den ena i södra Western Australia och den andra i South Australia, Victoria och New South Wales. Arten lever i olika torra och halvtorra landskap som sanddyner vid havet, hedområden, buskskogar som domineras av växter från banksiasläktet samt öppna skogar med trädet Eucalyptus marginata. Honor lägger inga ägg utan föder levande ungar.
I begränsade områden hotar landskapsförändringar beståndet. Hela populationen antas vara stabil. IUCN kategoriserar arten globalt som livskraftig.